# アンデルソン・エルナネス・デ・カルヴァーリョ・アンドラーデ・リマ
エルナネス（Hernanes）こと、アンデルソン・エルナネス・デ・カルヴァーリョ・アンドラーデ・リマ（Anderson Hernanes de Carvalho Andrade Lima, 1985年5月29日 - ）は、ブラジル・レシフェ出身の元サッカー選手。元ブラジル代表。現役時代のポジションはミッドフィールダー。

## クラブ経歴

### サンパウロ
2001年からサンパウロFCのユースチームに所属し、2005年にトップチームに昇格した。2006-07シーズンにECサント・アンドレへレンタル移籍し経験を積んだ。サンパウロでプレーした2008年はブラジルリーグ年間最優秀選手にも選出された。

### ラツィオ
2010年8月6日、イタリアのSSラツィオに5年契約で移籍した。ボローニャFC戦でPKからセリエA初ゴールを記録した。2010年12月3日、インテル戦でフリーキックから得点を記録した。2010-11シーズンは36試合で11得点を記録した。

### インテル
2014年1月31日、インテルナツィオナーレ・ミラノへ4年半契約で移籍。入団会見では「カルチョ・スキャンダルと無関係なインテルと、インテルの歴史が好き」と語った。2月10日のサッスオーロ戦でインテルデビュー。4月2日のリヴォルノ戦では初得点を挙げ、バック宙のゴールパフォーマンスを披露した。移籍直後からフレディ・グアリンとのポジション争いをリードしていたが、ワルテル・マッツァーリ監督が解任されロベルト・マンチーニが新監督に就任すると、立場が逆転しグアリンがファーストチョイスとなった。

### ユヴェントス
2015年9月1日、ユヴェントスFCへ3年契約での移籍が決定。移籍金は1100万ユーロ+200万ユーロのボーナス付き。背番号はパヴェル・ネドヴェドらが着用していた11番となった。同月15日に行われたUEFAチャンピオンズリーグ、マンチェスター・シティFC戦のスタメンに名を連ね同大会初出場を果たす。
当初は4-3-1-2のトップ下での出番が多かったものの、アントニオ・コンテ時代から慣れ親しんだ3-5-2のフォーメーションを採用することが多くなり、レジスタにコンバートされる。同ポジションはクラブの象徴クラウディオ・マルキージオが不動の地位を築いており、バックアッパーに甘んじる機会が多くなる。
2016年2月24日に開催されたバイエルン・ミュンヘンとのCL決勝トーナメント初戦では、前半で負傷したマルキージオに代わり0-1とリードされる後半開始から投入される。防戦一方の状況から2-2のドローに持ち込むことに貢献した。第2戦でも引き続きレジスタの位置でスタメン出場。持ち前のテクニックを活かしたドリブルや左右両足からの正確なパスに加え、果敢なタックルやインターセプト、同胞のドウグラス・コスタの強烈なミドルシュートを体を張って何度もブロックするなど、ディフェンスラインの前に防波堤を築いた。試合は延長戦の末2-4で敗れたものの120分間集中を切らすことなくプレーし、ユヴェントス移籍以来最も優れたパフォーマンスを見せた。
2015-16シーズン終了後のオフには中国スーパーリーグやジェノアCFC等への移籍も噂されたが、長期離脱中のマルキージオの穴を埋めるレジスタが獲得できなかったこともありクラブに残留した。

### 河北華夏幸福
2017年2月10日、河北華夏幸福足球倶楽部への移籍が正式に決定した。

### サンパウロ復帰
半年後の同年7月、古巣のサンパウロFCへレンタル移籍で復帰した。
2018年シーズンは中国へ戻ったが、同年12月29日には完全移籍の形でサンパウロへ再び復帰し3年契約を締結した。

### 現役引退
2022年5月に現役を引退した。引退後は、トリノのアスティ地区でレストランとワイナリーを経営している。

### 現役復帰
2023年10月14日にイタリアのアマチュアチーム ASDセールにて現役復帰をすることとなった。 なお、プロ選手に戻る意思はなく、あくまでアマチュア選手としてプレーを楽しむことになるという。

## 代表経歴
2008年3月26日のスウェーデンとの親善試合でブラジル代表デビューを果たした。同年の北京オリンピックではグループC初戦・ベルギー戦の79分にこの試合唯一のゴールを挙げ、勝利に貢献し、銅メダル獲得に貢献。
2011年11月10日のガボンとの親善試合で代表初得点を挙げた。
2014年に母国ブラジルで開催されたFIFAワールドカップでは、23人の招集メンバーに名を連ねる。初戦となるクロアチア戦の63分にパウリーニョとの交代で同大会初出場を果たす。スタメンとしての出場はなかったものの、3位決定戦のオランダ戦にも出場した。

## 代表歴

### 出場大会
- ブラジル代表
  - 2014 FIFAワールドカップ

### 試合数
- 国際Aマッチ 27試合 2得点（2008年-2014年）[13]

| ブラジル代表 | 国際Aマッチ | 国際Aマッチ |
| 年           | 出場        | 得点        |
| ------------ | ----------- | ----------- |
| 2008         | 1           | 0           |
| 2009         | 0           | 0           |
| 2010         | 1           | 0           |
| 2011         | 5           | 1           |
| 2012         | 1           | 0           |
| 2013         | 15          | 1           |
| 2014         | 4           | 0           |
| 通算         | 27          | 2           |

### 得点
| # | 日時           | 場所             | 対戦相手 | スコア | 最終結果 | 大会     |
| - | -------------- | ---------------- | -------- | ------ | -------- | -------- |
| 1 | 2011年11月10日 | リーブルヴィル   | ガボン   | 2–0    | 勝利     | 親善試合 |
| 2 | 2013年6月9日   | ポルト・アレグレ | フランス | 3–0    | 勝利     | 親善試合 |

## タイトル

### クラブ
サンパウロ
- カンピオナート・ブラジレイロ・セリエA ： 2007, 2008
- カンピオナート・パウリスタ : 2021

ラツィオ
- コッパ・イタリア ： 2012-13

ユヴェントス
- セリエA ： 2015-16
- コッパ・イタリア ： 2015-16

### 代表
- FIFAコンフェデレーションズカップ: 2013

### 個人
- ボーラ・ジ・プラッタ ： 2007, 2008
- ブラジル年間最優秀選手賞 ： 2008